# 11 juillet en sport
11 juin 11 août
Chronologies thématiques
- Croisades
- Ferroviaires
- Disney

Le 11 juillet (192e jour de l'année ou 193e en cas d'année bissextile) en sport.

## Événements

### XIXesiècle
- 1896 :
  - (Sport automobile) : Le Meeting de Spa est la première compétition automobile de Belgique.
- 1899 :
  - (Football) : le FC Rouen, club de rugby fondé en 1896, admet, sous l’impulsion de Robert Diochon, une section football en son sein.

### XXesièclede1901à1950
- 1937 :
  - (Sport automobile) : Grand Prix automobile de Belgique.
- 1947 :
  - (Cyclisme sur route /Tour de France) : échappée de 253 km pour Albert Bourlon lors de la 14e étape Carcassonne - Bagnères-de-Luchon, soit la plus longue échappée solitaire victorieuse sur une étape du Tour de France.

### XXesièclede1951à2000
- 1964 :
  - (Sport automobile) : Grand Prix automobile de Grande-Bretagne.
  - (Cyclisme sur route /Tour de France) : à Port-de-Couze (commune de Lalinde en Dordogne), un camion-citerne de kérosène conduit par un gendarme entre dans la foule, sur un pont étroit qui passait au-dessus du canal de Lalinde, faisant 9 morts dont trois enfants et 13 blessés, lors de la 19e étape Bordeaux - Brive-la-Gaillarde.
- 1966 :
  - (Football) : ouverture de la Coupe du monde de football de 1966 en Angleterre.
- 1973 :
  - (Athlétisme) : Dwight Stones établit un nouveau record du monde du saut en hauteur à 2.30 mètres.
- 1982 :
  - (Football) : en finale de la Coupe du monde de football de 1982, l’Italie bat l’Allemagne 3-1.
- 1991 :
  - (Cyclisme sur route /Tour de France) : échappée de 234 km pour Thierry Marie lors de la 6e étape Arras- Le Havre, soit la deuxième plus longue échappée solitaire victorieuse sur une étape du Tour de France.
- 1993 :
  - (Sport automobile) : Grand Prix automobile de Grande-Bretagne; 50e victoire d’Alain Prost en Grand Prix.
- 1998 :
  - (Football) : dans le match de classement pour la troisième place de la Coupe du monde de football de 1998, la Croatie bat les Pays-Bas 2-1.
- 1999 :
  - (Sport automobile) : Grand Prix automobile de Grande-Bretagne.

### XXIesiècle
- 2004 :
  - (Sport automobile) : Grand Prix automobile de Grande-Bretagne.
- 2006 :
  - (Athlétisme) : lors du meeting Athletissima à Lausanne, le Chinois Liu Xiang bat le record du monde du 110 m haies en 12 s 88.
- 2010 :
  - (Football) : l'Espagne remporte la Coupe du monde de football en vainquant les Pays-Bas 1 à 0 après prolongations.
  - (Formule 1) : Grand Prix de Grande-Bretagne.
- 2012 :
  - (Voile) : Yann Eliès remporte la Solitaire du Figaro.
- 2015 :
  - (Cyclisme sur route /Tour de France) : 8e étape du Tour de France et victoire du Français Alexis Vuillermoz. Au classement général, Christopher Froome garde les commandes devant Peter Sagan.
  - (Tennis /Tournoi du Grand Chelem) : Serena Williams remporte son 6e Wimbledon en dominant facilement en finale la surprise du tableau féminin, l'Espagnole Garbine Muguruza (6-4, 6-4). Jean-Julien Rojer associé à Horia Tecau remportent le double masculin et Martina Hingis et sa partenaire Sania Mirza remportent le double féminin.
- 2017 :
  - (Cyclisme sur route /Tour de France) : sur la 10e étape du Tour de France 2017 qui relie Périgueux à Bergerac, victoire de l'Allemand Marcel Kittel qui devance son compatriote John Degenkolb et le Néerlandais Dylan Groenewegen. Le Britannique Christopher Froome conserve le maillot jaune.
  - (JO d'été et paralympiques de 2024) : à Lausanne, en Suisse, le CIO valide la décision attendue par un vote à main levée : les villes de Paris et Los Angeles sont assurées d'organiser les Jeux olympiques en 2024 ou 2028[1].
- 2018 : 
  - (Cyclisme sur route /Tour de France) : sur la 5e étape du Tour de France 2018 qui relie Lorient à Quimper, sur une distance de 204,5 kilomètres, victoire au sprint du Slovaque Peter Sagan. Le Belge Greg Van Avermaet conserve le maillot jaune.
- 2021 :  
  - (Cyclisme sur route) :
    - (Tour de France) : sur la 15e étape du Tour de France, qui se déroule entre Céret et Andorre-la-Vieille, sur une distance de 191,3 kilomètres, victoire de l'Américain Sepp Kuss. Le Slovène Tadej Pogačar conserve le maillot jaune.
    - (Tour d'Italie féminin ) : la Néerlandaise Anna van der Breggen remporte le Giro féminin qui s'est achevé à Cormons, dans le Frioul, au terme de dix étapes. Elle est désormais quadruple lauréate de l'épreuve après ses succès en 2015, 2017 et 2020.

  - (Football/Championnats d'Europe) : au stade de Wembley, l'Italie remporte l'Euro 2020 en battant en finale l'Angleterre 1-1 et 3-2 aux tirs au but.
  - (Tennis /Tournoi du Grand Chelem) : en finale messieurs, de la 134e édition du Tournoi de Wimbledon, le Serbe Novak Djokovic bat l'Italien Matteo Berrettini 6-7 [4], 6-4, 6-4, 6-3 et remporte son 20e titre du Grand Chelem. Il revient à la hauteur de Roger Federer et de Rafael Nadal.
- 2023 :
  - (Cyclisme sur route /Tour de France) : sur la 10e étape du Tour de France qui se déroule entre Vulcania (Saint-Ours-les-Roches) et Issoire, exclusivement tracée au Puy-de-Dôme, sur une distance de 167,2 kilomètres, victoire de l'Espagnol Pello Bilbao. Le Danois Jonas Vingegaard conserve le maillot jaune.
- 2024 :
  - (Cyclisme sur route /Tour de France) : sur la 12e étape du Tour de France qui se déroule entre Aurillac dans le Cantal et Villeneuve-sur-Lot en Lot-et-Garonne, sur une distance de 203,6 kilomètres[2], victoire au sprint de l'Érythréen Biniam Girmay. Le Slovène Tadej Pogačar conserve le Maillot jaune[3].

## Naissance

### XIXesiècle
- 1869 :
  - Peter McAlister, joueur de cricket australien. (8 sélections en Test cricket). († 10 mai 1938).
- 1871 :
  - Alex Leake, footballeur puis entraîneur anglais. (5 sélections en équipe nationale). († 29 mars 1938).
- 1880 :
  - Dorothea Köring, joueuse de tennis allemande. Championne olympique du double mixte et médaillée d'argent du simple aux Jeux de Stockholm 1912. († 13 février 1945).
- 1888 :
  - Kurt Stenberg, gymnaste finlandais. Médaillé de bronze du concours par équipes aux Jeux de Londres 1908. († 26 mars 1936).

### XXesièclede1901à1950
- 1910 :
  - Enrique Guaita, footballeur italien et argentin. Champion du monde de football 1934. Vainqueur de la Copa América 1937. (10 sélections avec l'équipe d’Italie et 4 avec l'équipe d'Argentine). († 18 mai 1959).
- 1922 :
  - Roger Gautier, rameur français. Médaillé d'argent du quatre sans barreur aux Jeux d'Helsinki 1952. († 25 mai 2011).
  - Fritz Riess, pilote de courses automobile allemand. Vainqueur des 24 Heures du Mans 1953. († 15 mai 1991).
- 1923 :
  - František Havránek, footballeur puis entraîneur tchécoslovaque puis tchèque. († 26 mars 2011).
- 1924 :
  - Charlie Tully, footballeur puis entraîneur nord-irlandais. (10 sélections en équipe nationale). († 27 juillet 1971).
- 1925 :
  - Sid Smith, hockeyeur sur glace canadien. († 29 avril 2004).
- 1928 :
  - Bobo Olson, boxeur américain. Champion du monde poids moyens de boxe du 21 octobre 1953 au 9 décembre 1955. († 16 janvier 2002).
- 1932 :
  - Jean-Guy Talbot, hockeyeur sur glace puis entraîneur canadien. († 22 février 2024).
- 1935 :
  - Giorgio Pianta, pilote de courses automobile italien. († 18 avril 2014).
  - Gérard Saint, cycliste sur route français. († 16 mars 1960).
  - Woody Sauldsberry, basketteur américain. († 3 septembre 2007).
- 1943 :
  - Rolf Stommelen, pilote de F1 allemand. († 24 avril 1983).
- 1944 :
  - Lou Hudson, basketteur américain. († 11 avril 2014).
- 1947 :
  - Jaroslav Pollák, footballeur tchécoslovaque puis slovaque. Champion d'Europe de football 1976. (49 sélections avec l'équipe de Tchécoslovaquie). († 26 juin 2020).
- 1948 :
  - Ernie Holmes, joueur de foot U.S. américain. († 17 janvier 2008).
- 1949 :
  - Émerson Leão, footballeur puis entraîneur brésilien. Champion du monde de football 1970. (80 sélections avec l'équipe nationale). Sélectionneur de l'équipe du Brésil de 2000 à 2001.
- 1950 :
  - Lillian Watson, nageuse américaine. Championne olympique du relais 4×100m nage libre aux Jeux de Tokyo 1964 et du 200m dos aux Jeux de Mexico 1968.

### XXesièclede1951à2000
- 1951 :
  - Viatcheslav Anissine, hockeyeur sur glace soviétique puis russe. Champion du monde de hockey sur glace 1973, 1974 et 1975.
- 1952 :
  - Bill Barber, hockeyeur sur glace canadien.
- 1953 :
  - Leon Spinks boxeur américain. Champion olympique des mi-lourd aux Jeux de Montréal 1976. Champion du monde poids lourds du 15 février 1978 au 15 septembre 1978.
- 1955 :
  - Titouan Lamazou, navigateur français. Vainqueur du Vendée Globe 1989-1990.
- 1958 :
  - Hugo Sánchez, footballeur puis entraineur mexicain. Vainqueur de la Coupe UEFA 1986. (58 sélections en équipe nationale). Sélectionneur de l'équipe du Mexique de 2006 à 2008.
- 1960 :
  - Lynn Kanuka-Williams, athlète de demi-fond canadienne. Médaillée de bronze du 3 000m aux Jeux de Los Angeles 1984.
- 1961 :
  - Werner Günthör, athlète du lancers suisse. Médaillé de bronze du poids aux Jeux de Séoul 1988. Champion du monde d'athlétisme du poids 1987, 1991 et 1993. Champion d'Europe d'athlétisme du poids 1986
- 1962 :
  - Gaetan Duchesne, hockeyeur sur glace canadien. († 16 avril 2007).
- 1963 :
  - Pavol Diňa, footballeur et ensuite entraîneur tchécoslovaque puis slovaque. (3 sélections avec l'équipe de Slovaquie).
  - Al MacInnis, hockeyeur sur glace canadien.
  - Dean Richards, joueur de rugby à XV puis entraîneur anglais. Vainqueur des Grands Chelems 1991, 1992 et 1995. (48 sélections en équipe nationale). Entraîneur de l'équipe victorieuse des Coupe d'Europe de rugby 2001 et 2002.
- 1965 :
  - Tony Cottee, footballeur anglais. (7 sélections en équipe nationale).
  - Ernesto Hoost, kick-boxeur néerlandais.
  - Rod Strickland, basketteur américain.
- 1967 :
  - A. J. English, basketteur américain.
  - Monique Éwanjé-Épée, athlète de haies française. Championne d'Europe du 100 m haies 1990.
- 1969 :
  - Corentin Martins, footballeur puis entraîneur français. (14 sélections en Équipe de France de football). Sélectionneur de l'équipe de Mauritanie depuis 2014.
- 1973 :
  - Jeon Ki-young, judoka sud-coréen. Champion olympique des -90kg aux Jeux d'Atlanta 1996. Champion du monde de judo des -78 kg 1993 puis des -90kg 1995 et 1997.
  - Konstadínos Kedéris, athlète de sprint grec. Champion olympique du 200 m aux Jeux de Sydney 2000. Champion du monde du 200 m 2001. Champion d'Europe du 200 m 2002.
  - Camélia Liparoti, pilote de quad franco-italienne.
- 1974 :
  - Michelle Edwards, joueuse de badminton sud-africaine. Championne d'Afrique de badminton à 16 reprises.
- 1975 :
  - Rubén Baraja, footballeur espagnol. Vainqueur de la Coupe UEFA 2004. (43 sélections en équipe nationale).
- 1977 :
  - Gorazd Škof, handballeur yougoslave puis slovène. (177 sélections avec l'équipe de Slovénie).
- 1978 :
  - Massimiliano Rosolino, nageur italien. Champion olympique du 200m 4 nages, médaillé d'argent du 400m nage libre et de bronze du 200m nage libre aux Jeux de Sydney 2000 puis médaillé de bronze du relais du 4 × 200 m
nage libre aux Jeux d'Atlanta 2004. Champion du monde de natation du 200m 4 nages 2001. Champion d'Europe de natation du 200 m nage libre, du 200m 4 nages et du relais 4 × 200 m nage libre 2000 puis des relais 4 × 200 m nage libre 2002, 2004, 2006 et 2008.
- 1980 :
  - Steeve Elana, footballeur français.
  - Christin Wurth-Thomas, athlète de demi-fond américaine.
- 1981 :
  - Amarildo Belisha, footballeur albanais.
  - Jody Firth, pilote de courses automobile britannique.
- 1982 :
  - Vincent Deniau, joueur de rugby à XV et de rugby à sept français.
- 1984 :
  - Joe Pavelski, hockeyeur sur glace américain. Médaillé d'argent aux Jeux de Vancouver 2010.
  - Morné Steyn, joueur de rugby à XV sud-africain. Vainqueur du Tri-nations 2009 et du Challenge européen 2017. (67 sélections en équipe nationale).
- 1985 :
  - Geoff Cameron, footballeur américain. (37 sélections en équipe nationale).
  - Orestis Karnezis, footballeur grec. (49 sélections en équipe nationale).
  - Johanne Gomis-Halilovic, basketteuse française. Victorieuse de l'Euroligue féminine 2004 et de l'Eurocoupe féminine 2015. (16 sélections en équipe de France).
  - Jonathan Sexton, joueur de rugby à XV irlandais. Vainqueur des tournois des Six Nations 2014, 2015, du Grand Chelem 2018, des Coupes d'Europe de rugby à XV 2009, 2011, 2012, 2018 ainsi que du Challenge européen 2013. (84 sélections en équipe nationale).
  - Alessandro Terrin, nageur italien. Champion d'Europe du 50 m nage libre 2006.
- 1986 :
  - Yoann Gourcuff, footballeur français. Vainqueur de la Ligue des champions 2007. (31 sélections en équipe de France).
  - Mickael Mokongo, basketteur franco-centrafricain.
- 1987 :
  - Wesley Johnson, basketteur américain.
  - Davide Malacarne, cycliste sur route italien.
- 1988 :
  - Naoki Yamamoto, pilote de courses automobile japonais.
- 1989 :
  - Stéphane Da Costa, hockeyeur sur glace français.
  - Edward Dawkins, cycliste sur piste néo-zélandais. Médaillé d'argent de la vitesse par équipes aux Jeux de Rio 2016. Champion du monde de cyclisme sur piste de la vitesse par équipes 2014, 2016 et 2017.
  - Martin Kližan, joueur de tennis slovaque.
- 1990 :
  - Silvia Arderíus, handballeuse espagnole. (9 sélections en équipe nationale).
  - Mona Barthel, joueuse de tennis allemande.
  - Noa Nakaitaci, joueur de rugby à XV fidjien puis français. (15 sélections avec l'équipe de France).
  - Níkos Pappás, basketteur grec. (3 sélections en équipe nationale).
  - Risa Shinnabe, volleyeuse japonaise. Médaillée de bronze aux Jeux de Londres 2012. Championne d'Asie et d'Océanie de volley-ball féminin 2017. Victorieuse du Championnat féminin AVC des clubs 2014. (192 sélections en équipe nationale).
  - Aymen Toumi, handballeur tunisien. Champion d'Afrique des nations de handball masculin 2012 et 2018. Vainqueur de la Ligue des champions d'Afrique 2010 et la Coupe d'Afrique des vainqueurs de coupe 2012 puis de la Ligue des champions masculine de l'EHF 2018. (114 sélections en équipe nationale).
  - Caroline Wozniacki, joueuse de tennis danoise. Victorieuse de l'Open d'Australie 2018 ainsi que des Masters 2017.
- 1991 :
  - Andrew Conway, joueur de rugby à XV irlandais. Vainqueur du Challenge européen 2013. (30 sélections en équipe nationale).
  - Badavi Guseynov, footballeur russe puis azerbaïdjanais. (34 sélections avec l'équipe d'Azerbaïdjan).
- 1992 :
  - Petr Vakoč, cycliste sur route tchèque. Vainqueur du Tour de Slovaquie 2013.
  - Devondrick Walker, basketteur américain.
- 1993 :
  - Bogdan Radosavljević, basketteur allemand.
- 1994 :
  - Felipe Braga, basketteur brésilien.
  - Caleb Ewan, cycliste sur route australien. Vainqueur du Tour de Corée 2015.
  - Anthony Milford, joueur de rugby à XIII australien puis samoen. (8 sélections avec l'équipe des Samoa).
  - Lucas Ocampos, footballeur argentin. Vainqueur des Ligues Europa 2020 et 2023. (85 sélections en équipe nationale).
  - Jake Wightman, athlète de demi-fond britannique. Champion du monde d'athlétisme du 1500 m 2022.
- 1995 :
  - Émilien Jacquelin, biathlète français. Médaillé d'argent du relais 4×7,5 km et du relais mixte aux Jeux de Pékin 2022. Champion du monde de biathlon de la poursuite et du relais 4×7,5 km 2020, de la poursuite 2021 puis du relais 4×7,5 km 2023.
- 1996 :
  - Amy Cokayne, joueuse de rugby à XV anglaise. Victorieuse des Grand Chelem 2017, 2019, 2020, 2021, 2022, 2023 et 2024. (72 sélections en équipe nationale).
  - Adrian Moțoc, joueur de rugby à XV franco-roumain. (22 sélections avec l'équipe de Roumanie).
- 1997 :
  - Pavel Sivakov, cycliste sur route franco-russe. Vainqueur du Tour de Pologne 2019.
- 2000 :
  - Jonathan Burkardt, footballeur allemand.
  - Mads Hermansen, footballeur danois.

### XXIesiècle
- 2002 :
  - Amad Diallo, footballeur ivoiro-italien. (4 sélections avec l'équipe de Côte d'Ivoire).
  - Oliver Dovin, footballeur suédois.
  - Vicente Poggi, footballeur uruguayen.
- 2003 :
  - Lenny Martinez, cycliste sur route français.

## Décès

### XXesièclede1901à1950
- 1908 :
  - Friedrich Traun, 32 ans, joueur de tennis allemand. Champion olympique en double aux Jeux d'Athènes 1896. (° 29 mars 1876)
- 1932 :
  - Lucien Lesna, 68 ans, cycliste sur route et sur piste puis aviateur français. Vainqueur des Bordeaux-Paris 1894 et 1901 puis des Paris-Roubaix 1901 et 1902. (° 11 octobre 1863).
  - Nathaniel Niles, 46 ans, joueur de tennis et patineur artistique américain. (° 5 juillet 1886).

### XXesièclede1951à2000
- 1964 :
  - John Eke, 78 ans, athlète de fond suédois. Champion olympique du cross par équipes et médaillé de bronze en individuel aux Jeux de Stockholm 1912. (° 12 mars 1886).
- 1967 :
  - André Giriat, 61 ans, rameur français. Médaillé de bronze du deux barré aux Jeux de Los Angeles 1932. (° 20 août 1905).
- 1971 :
  - Pedro Rodríguez de la Vega, 31 ans, pilote de F1 et d’endurance mexicain. (2 victoires en Grand Prix). Vainqueur des 24 Heures du Mans 1968. (° 18 janvier 1940).
- 1953 :
  - Oliver Campbell, 82 ans, joueur de tennis américain. Vainqueur des US open 1888, 1891 et 1892. (° 25 février 1871).
- 1985 :
  - Georges Verriest, 75 ans, footballeur puis entraîneur français. (14 sélections en équipe de France). Sélectionneur de l'équipe de France de 1933 à 1936. (° 15 juillet 1909).

### XXIesiècle
- 2005 :
  - Jesús Iglesias, 83 ans, pilote de courses automobile argentin. (° 22 février 1922).
- 2007 :
  - Jimmy Skinner, 90 ans, hockeyeur sur glace puis entraîneur canadien. (° 12 janvier 1917).
  - Ove Grahn, 64 ans, footballeur suédois. (45 sélections en équipe nationale). (° 9 mai 1943).
- 2009 :
  - Reggie Fleming, 73 ans, hockeyeur sur glace canadien. (° 21 avril 1936).
  - Arturo Gatti, 37 ans, boxeur italo-canadien. Champion du monde poids super-plumes de boxe de 1995 à 1998 puis champion du monde poids super-légers de boxe de 2004 à 2005. (° 15 avril 1972).
- 2011 :
  - Jaroslav Jirik, 71 ans, hockeyeur sur glace puis entraîneur tchécoslovaque puis tchèque. Médaillé de bronze aux Jeux d'Innsbruck 1964 et médaillé d'argent aux Jeux de Grenoble 1968. (134 sélections en équipe nationale). (° 10 décembre 1939).
- 2012 :
  - Joe McBride, 74 ans, footballeur écossais. (2 sélections en équipe nationale). (° 10 juin 1938).
  - André Simon, 92 ans, pilote de courses automobile français. (° 5 janvier 1920).
- 2021 :
  - Charlie Gallagher, 80 ans, footballeur irlandais. (2 sélections en équipe nationale). (° 3 novembre 1940).